# Пацко, Семён Константинович
Семён Константинович Пацко — советский хозяйственный, государственный и политический деятель.

## Биография
Родился в 1914 году на территории современной Белоруссии. Член КПСС.
С 1929 года — на хозяйственной, общественной и политической работе. В 1929—1962 гг. — в паровозном депо станции Тюмень, на комсомольской работе, репрессирован, освобождён, участник Великой Отечественной войны, заместитель начальника политотдела банно-дезинфекционного поезда, первый секретарь Железнодорожного райкома партии города Тюмени, заведующий транспортным отделом Тюменского обкома партии, первый секретарь Тюменского горкома КПСС.
Делегат XIX и XX съездов КПСС.
Умер в Тюмени в 1962 году.